# Burgos-BH/Saison 2015
Dieser Artikel listet Erfolge und Fahrer des Radsportteams Burgos-BH in der Saison 2015 auf.

## Erfolge in der UCI Europe Tour
In der Saison 2015 gelangen dem Team nachstehende Erfolge in der UCI Europe Tour.
| Datum        | Rennen                                | Kat. | Sieger      |
| ------------ | ------------------------------------- | ---- | ----------- |
| 17. Mai      | 4. Etappe Rhône-Alpes Isère Tour      | 2.2  | David Belda |
| 18. Juni     | 1. Etappe Tour des Pays de Savoie     | 2.2  | David Belda |
| 18.–21. Juni | Gesamtwertung Tour des Pays de Savoie | 2.2  | David Belda |

## Abgänge – Zugänge
| Zugänge    | Team 2014 | Abgänge                    | Team 2015     |
| ---------- | --------- | -------------------------- | ------------- |
| Arnau Solé | Neoprofi  | Juan José Oroz             | Karriereende  |
|            |           | Federico Butto             | Unbekannt     |
|            |           | Moisés Dueñas (bis 28.05.) | Louletano-Ray |

## Mannschaft
| Name                | Geburtstag         | Nationalität |
| ------------------- | ------------------ | ------------ |
| Ander Arranz        | 22. September 1993 | Spanien      |
| Unai Arranz         | 22. September 1993 | Spanien      |
| David Belda         | 18. März 1983      | Spanien      |
| Diego Cuervo        | 6. Juni 1992       | Spanien      |
| Darío Hernández     | 31. Mai 1990       | Spanien      |
| Víctor Martín       | 8. April 1990      | Spanien      |
| Igor Merino         | 16. Oktober 1990   | Spanien      |
| Jesús del Pino      | 9. September 1990  | Spanien      |
| Juan Carlos Riutort | 27. Juni 1991      | Spanien      |
| Álvaro Robredo      | 3. April 1993      | Spanien      |
| Arnau Sóle          | 19. März 1992      | Spanien      |
| Ibai Salas          | 4. Juli 1991       | Spanien      |
| Pablo Torres        | 27. November 1987  | Spanien      |